# Благовещенский храм (Торопец)
Благовещенская церковь — утраченный православный храм в городе Торопце Тверской области. Был построен в 1753 году, разрушен коммунистами в 1939 оду. Стоял на перекрёстке главных улиц — Миллионной (ныне Советская) и Благовещенской (ныне Октябрьская), где сейчас находится парк и памятник Ленину.

## История
Ранее на этом месте стояла деревянная церковь, но она сгорела в 1742 году. Через 11 лет (в 1753 году) завершилось строительство нового каменного храма.
Средства на строительство двухпрестольного двухэтажного храма выделял купец Г. Аксёнов.
В 1818 году к Благовещенскому был приписан Троицкий храм (здание не принадлежит РПЦ).
Главный храм в честь Благовещения Пресвятой Богородицы был летним; придельный в честь Исаакия Торопецкого — зимним.
В 1824 году храм пострадал от пожара, но вскоре был обновлён.
В 1837 году был обновлён Исаакиевский придел.
В нижнем этаже Благовещенского храма на возвышенном месте стояла гробница, в которой находилась часть мощей святого Исаакия Торопецкого.
В 1938—1939 годах советские власти взорвали храм.

## Галерея

Благовещенский храм в Торопце
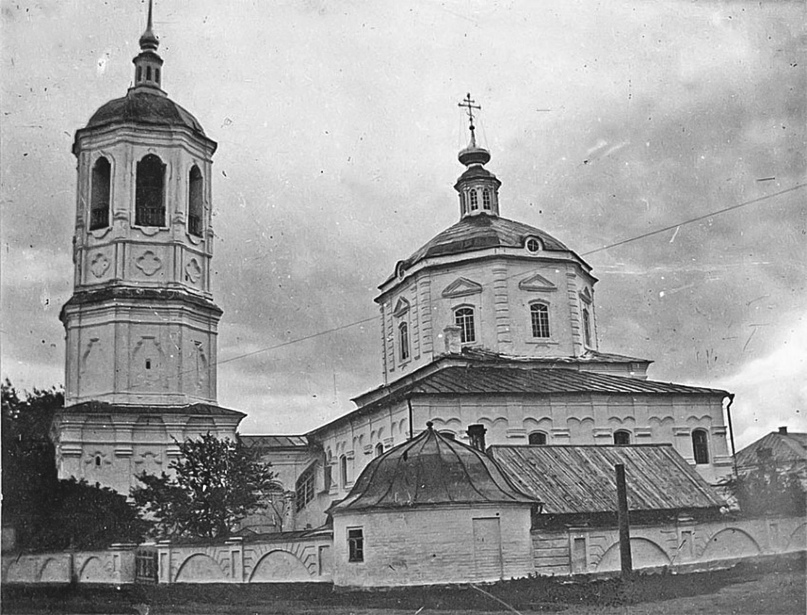
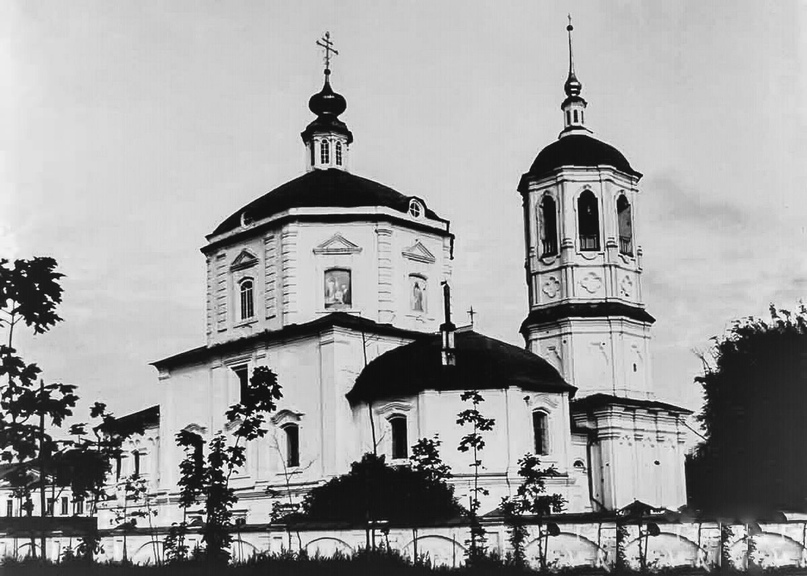